# اورامیتا
اورامیتا (انگلیسی: Uramita) یک منطقه مسکونی در کشور کلمبیا است.